# Brownea macrophylla
Brownea macrophylla är en ärtväxtart som beskrevs av Jean Jules Linden. Brownea macrophylla ingår i släktet Brownea och familjen ärtväxter. Inga underarter finns listade i Catalogue of Life.

## Bildgalleri

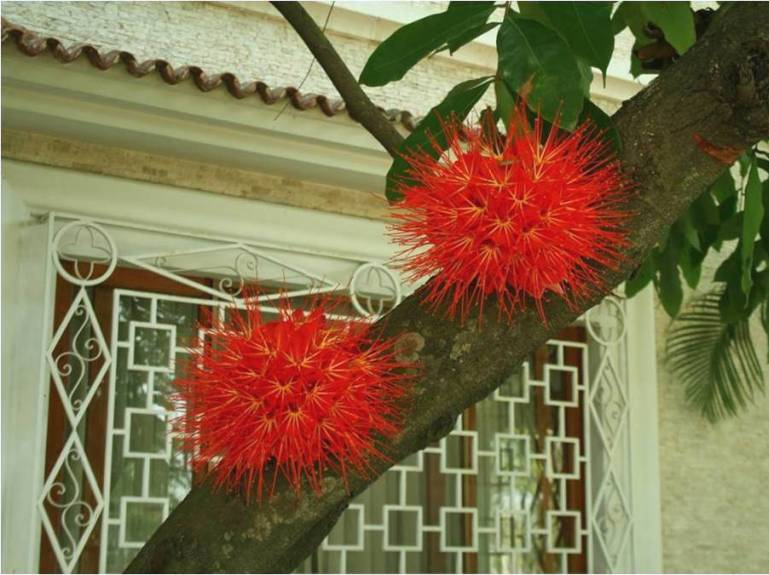
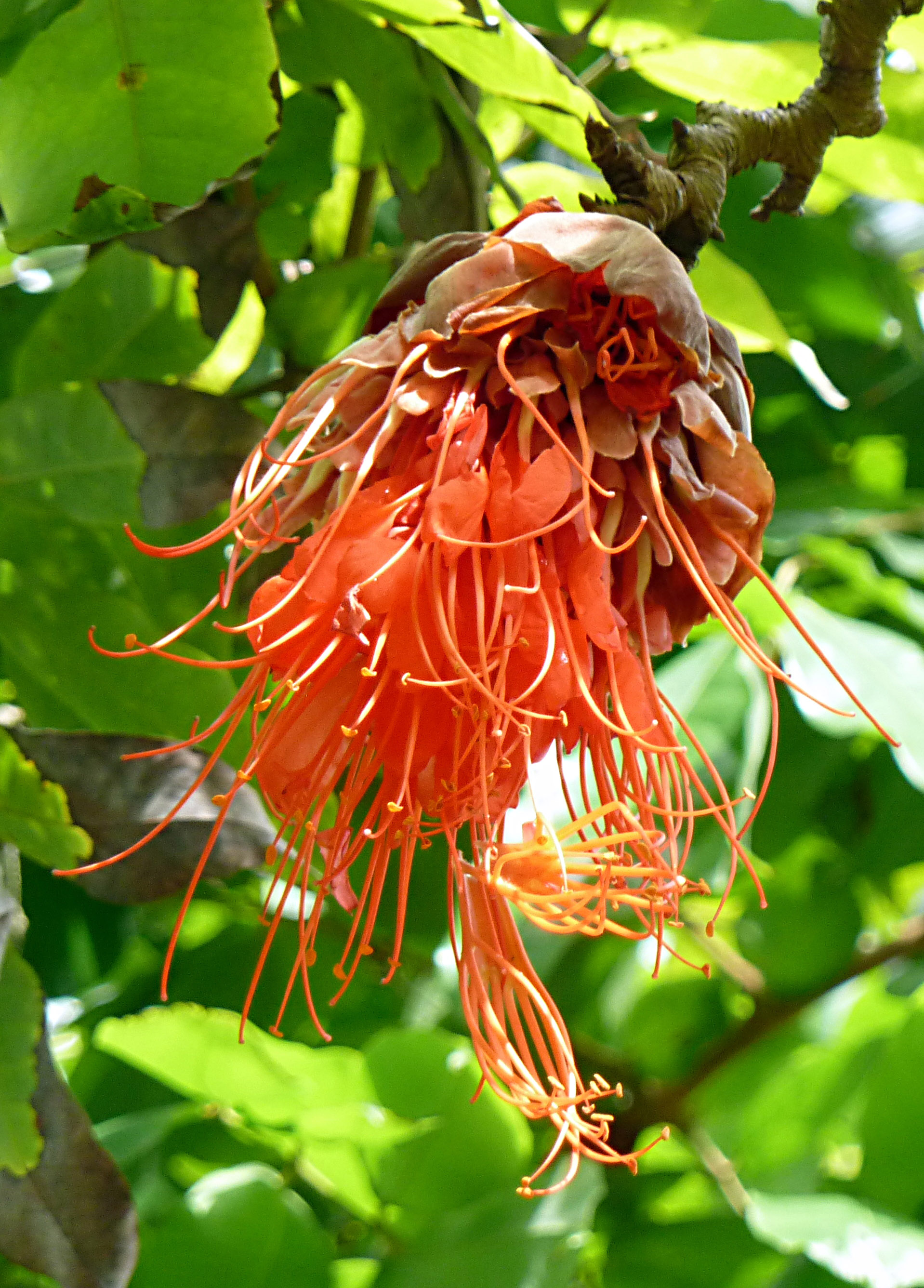